# Charibert I
Charibert I, född cirka 517, död 567, var en frankisk, merovingisk kung, Chlothar I:s och Ingunds äldste son.
Vid Chlothars död 561 delades hans rike mellan hans söner, och Charibert erhöll Paris som huvudstad och ett område som bland annat omfattade städerna Rouen, Tours, Poitiers, Limoges, Bordeaux och Toulouse.
Förutom sin hustru Ingoberga, med vilken han hade dottern Bertha, hade Charibert förhållanden med Merofleda, en ullkardares dotter, och Theodogilda, dotter till en koherde. Som kung i Paris gifte han bort sin dotter till Aethelbert, hednisk, kung i Kent, som där genom Augustinus spred kristendomen i det anglosaxiska England.
Charibert var en vältalig och bildad man men också den mest utsvävande av de merovingiska kungarna, vilket ledde till hans tidiga död 567 då hans territorium delades mellan hans bröder Gunthchramn, Sigibert I och Chilperik I.